# Condilo occipitale
Il condilo occipitale è un processo articolare che serve per articolare il processo condiloideo dell'osso occipitale con l'atlante, la prima vertebra cervicale e permettere dunque l'articolazione tra cranio e il resto della porzione ossea. Da non confondere col condilo dell'osso mandibolare che permette l'articolazione con la fossa mandibolare dell'osso temporale.

## Anatomia comparata
Lo troviamo negli animali terrestri, mentre nei pesci e nei cetacei il capo è fuso con la prima vertebra cervicale (agevola l'animale nei movimenti dinamici in acqua).
Anfibi e mammiferi hanno due condili (per convergenza: gli antenati -sinapsidi- dei mammiferi, infatti, ne avevano uno), mentre rettili ed uccelli ne hanno uno solo (una delle caratteristiche che mostrano l'appartenenza degli uccelli ad un ramo dei rettili).